# Ducado de Algete
El ducado de Algete es un título nobiliario español, con grandeza de España de primera clase, concedido por Felipe V de España a Cristóbal de Moscoso Montemayor y Córdoba, i conde de las Torres de Alcorrín y marqués de Cullera, el 9 de diciembre de 1728 mediante decreto y el 6 de mayo de 1734 por real despacho. Fue confirmado por Fernando VI el 4 de octubre de 1749.
Su nombre hace referencia a la localidad madrileña de Algete. Su actual propietario es Juan Miguel Osorio y Bertrán de Lis, que ocupa el noveno lugar en la lista de sucesión en el título.

## Duques de Algete
- Cristóbal de Moscoso Montemayor y Córdoba (c. 1653-1749), i duque de Algete, i conde de las Torres de Alcorrín, i marqués de Cullera y señor de la Albufera, además de virrey de Valencia y de Navarra, gentilhombre de la Cámara del Rey, miembro del Consejo Supremo de Guerra, comisario general de la Infantería y Caballería de España y capitán general de los Reales Ejércitos.[3]

- Alonso de Zayas y Moscoso (1708-1792), ii duque de Algete, ii conde de las Torres de Alcorrín y ii marqués de Cullera.[4]

Casó con Ana Catalina Manuel de Lando. Le sucedió su hijo:
- Cristóbal de Zayas y Manuel de Lando, iii duque de Algete, iii conde de las Torres de Alcorrín y iii marqués de Cullera.

Casó con María de la Portería Benavides, con quien tuvo una hija, María de las Mercedes Zayas y Benavides, que contrajo matrimonio con Manuel Miguel Osorio Spínola. Le sucedió su nieto:
- Nicolás Osorio y Zayas (1793-1866), iv duque de Algete, xvii marqués de Alcañices, vii marqués de los Balbases, vii conde de la Corzana, vii conde de Santa Cruz de los Manueles, viii duque de Sesto, iv marqués de Cullera, iv conde de las Torres de Alcorrín, viii marqués de Montaos, xii conde de Grajal, ix conde de Villanueva de Cañedo, xii conde de Fuensaldaña, xii señor de Villacís y Cervantes y xvi señor de la Casa de Rodríguez de Villafuerte y sus mayorazgos en Salamanca, además de duque de Alburquerque y de todos los dominios concentrados por esta Casa.

Casó con Inés de Silva y Téllez-Girón, hija de José Gabriel de Silva-Bazán y Waldstein, xii marqués del Viso, x marqués de Santa Cruz y otros títulos, y de Joaquina María Téllez-Girón y Alfonso Pimentel, princesa de Anglona y condesa de Osiló. Le sucedió su hijo:
- José Osorio y Silva (1825-1909), v duque de Algete, xviii marqués de Alcañices, viii marqués de los Balbases, viii conde de la Corzana, duque de Sesto, v marqués de Cullera, v conde de las Torres de Alcorrrín, ix marqués de Montaos, xiii conde de Grajal, x conde de Villanueva de Cañedo, xiii conde de Fuensaldaña etc., entre otros títulos.

Casó con la princesa rusa Sofía Troubetzkoy, pero sin dejar herederos. Le sucedió su sobrina nieta (hija del José Ramón Osorio y Heredia, Marqués de los Arenales):

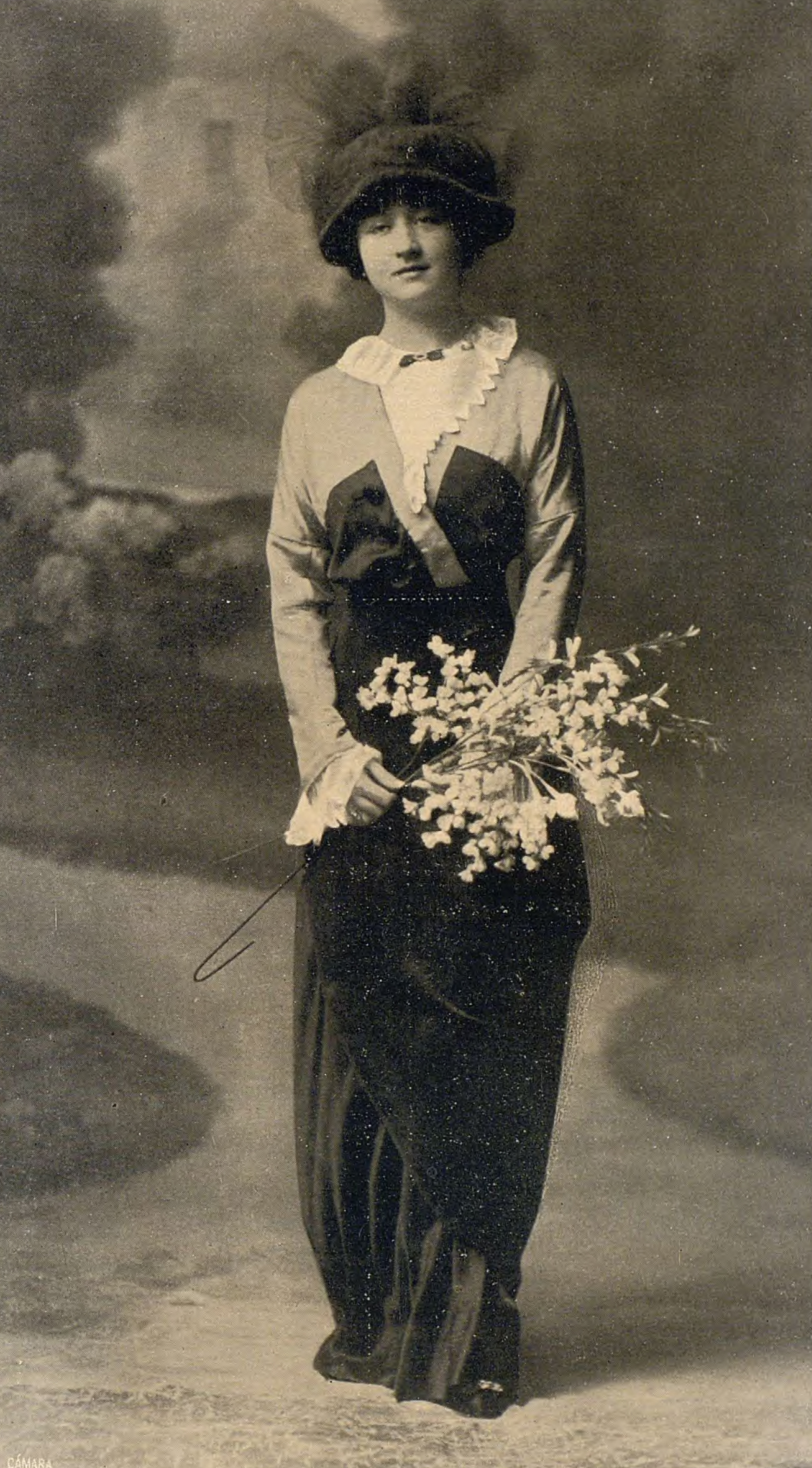
María Cristina Osorio y Martos, sexta duquesa de Algete.

- María Cristina Osorio y Martos, sexta duquesa de Algete.María Cristina Osorio y Martos (1897-1975), vi duquesa de Algete y dama de la Reina Victoria Eugenia de Battenberg.[6]

Casó con José María Fernández de Villavicencio y Crooke, xv marqués de Vallecerrato y x marqués de Castrillo. Le sucedió su hijo:
- José Fernández de Villavicencio y Osorio (1919), vii duque de Algete, xvi marqués de Vallecerrato, xi marqués de Castrillo y ii marqués de Francoforte.

- Beltrán Alfonso Osorio y Díez de Rivera (1918-1994), viii duque de Algete, xix marqués de Alcañices, xi marqués de los Balbases, xii conde de la Corzana, xiii marqués de Montaos etc.

Casó en primeras nupcias con Teresa Bertrán de Lis y Pidal Gurowski y Chico de Guzmán, hija de Vicente Carlos Luis Beltrán de Lis y Gurowski —iii marqués de Bondad Real— y de su mujer María de la Concepción Pidal y Chico de Guzmán, de la Casa Marquesal de Pidal. Le sucedió su hijo:
- Juan Miguel Osorio y Bertrán de Lis (1958), ix duque de Algete, xix duque de Alburquerque,  xx marqués de Alcañices, xviii marqués de Cuéllar, xiv marqués de Cadreita, xiv marqués de Montaos, x marqués de Cullera, xviii conde de Huelma, xviii conde de Ledesma, xvii conde de Fuensaldaña, xvii conde de Grajal y xv conde de Villanueva de Cañedo.

## Árbol genealógico
|                                                                       |                                                                       |                                                                       |                                                                       |                                                                       |                                                                       |  |  | Cristóbal de Moscoso Montemayor, i duque de Algete (1660-1749)                           |                                                                               |                                                                               |                                                                               |                                                                               |                                                                               |  |  | | | | | | |  |  |  |  |  |  |  |  |  |  |
|                                                                       |                                                                       |                                                                       |                                                                       |                                                                       |                                                                       |  |  |                                                                                          |                                                                               |                                                                               |                                                                               |                                                                               |                                                                               |  |  | | | | | | |  |  |  |  |  |  |  |  |  |  |
|                                                                       |                                                                       |                                                                       |                                                                       |                                                                       |                                                                       |  |  | María de Moscoso Montemayor                                                              |                                                                               |                                                                               |                                                                               |                                                                               |                                                                               |  |  | | | | | | |  |  |  |  |  |  |  |  |  |  |
|                                                                       |                                                                       |                                                                       |                                                                       |                                                                       |                                                                       |  |  |                                                                                          |                                                                               |                                                                               |                                                                               |                                                                               |                                                                               |  |  | | | | | | |  |  |  |  |  |  |  |  |  |  |
|                                                                       |                                                                       |                                                                       |                                                                       |                                                                       |                                                                       |  |  | Alonso de Zayas, ii duque de Algete (1720–1798)                                          |                                                                               |                                                                               |                                                                               |                                                                               |                                                                               |  |  | | | | | | |  |  |  |  |  |  |  |  |  |  |
|                                                                       |                                                                       |                                                                       |                                                                       |                                                                       |                                                                       |  |  |                                                                                          |                                                                               |                                                                               |                                                                               |                                                                               |                                                                               |  |  | | | | | | |  |  |  |  |  |  |  |  |  |  |
|                                                                       |                                                                       |                                                                       |                                                                       |                                                                       |                                                                       |  |  | Cristóbal de Zayas, iii marqués de Cullera (1749–1768)                                   |                                                                               |                                                                               |                                                                               |                                                                               |                                                                               |  |  | | | | | | |  |  |  |  |  |  |  |  |  |  |
|                                                                       |                                                                       |                                                                       |                                                                       |                                                                       |                                                                       |  |  |                                                                                          |                                                                               |                                                                               |                                                                               |                                                                               |                                                                               |  |  | | | | | | |  |  |  |  |  |  |  |  |  |  |
|                                                                       |                                                                       |                                                                       |                                                                       |                                                                       |                                                                       |  |  | María de las Mercedes de Zayas, marquesa de Alcañices, iii duquesa de Algete (1767–1848) |                                                                               |                                                                               |                                                                               |                                                                               |                                                                               |  |  | | | | | | |  |  |  |  |  |  |  |  |  |  |
|                                                                       |                                                                       |                                                                       |                                                                       |                                                                       |                                                                       |  |  |                                                                                          |                                                                               |                                                                               |                                                                               |                                                                               |                                                                               |  |  | | | | | | |  |  |  |  |  |  |  |  |  |  |
|                                                                       |                                                                       |                                                                       |                                                                       |                                                                       |                                                                       |  |  | Nicolás Osorio, xvi marqués de Alcañices, iv duque de Algete (1799–1866)                 |                                                                               |                                                                               |                                                                               |                                                                               |                                                                               |  |  | | | | | | |  |  |  |  |  |  |  |  |  |  |
|                                                                       |                                                                       |                                                                       |                                                                       |                                                                       |                                                                       |  |  |                                                                                          |                                                                               |                                                                               |                                                                               |                                                                               |                                                                               |  |  | | | | | | |  |  |  |  |  |  |  |  |  |  |
|                                                                       |                                                                       |                                                                       |                                                                       |                                                                       |                                                                       |  |  |                                                                                          |                                                                               |                                                                               |                                                                               |                                                                               |                                                                               |  |  | | | | | | |  |  |  |  |  |  |  |  |  |  |
| José Osorio, xvii marqués de Alcañices, v duque de Algete (1825–1909) | José Osorio, xvii marqués de Alcañices, v duque de Algete (1825–1909) | José Osorio, xvii marqués de Alcañices, v duque de Algete (1825–1909) | José Osorio, xvii marqués de Alcañices, v duque de Algete (1825–1909) | José Osorio, xvii marqués de Alcañices, v duque de Algete (1825–1909) | José Osorio, xvii marqués de Alcañices, v duque de Algete (1825–1909) |  |  | Joaquín Osorio, marqués de los Arenales (1826–1857)                                      | Joaquín Osorio, marqués de los Arenales (1826–1857)                           | Joaquín Osorio, marqués de los Arenales (1826–1857)                           | Joaquín Osorio, marqués de los Arenales (1826–1857)                           | Joaquín Osorio, marqués de los Arenales (1826–1857)                           | Joaquín Osorio, marqués de los Arenales (1826–1857)                           |  |  | | | | | | |  |  |  |  |  |  |  |  |  |  |
| José Osorio, xvii marqués de Alcañices, v duque de Algete (1825–1909) | José Osorio, xvii marqués de Alcañices, v duque de Algete (1825–1909) | José Osorio, xvii marqués de Alcañices, v duque de Algete (1825–1909) | José Osorio, xvii marqués de Alcañices, v duque de Algete (1825–1909) | José Osorio, xvii marqués de Alcañices, v duque de Algete (1825–1909) | José Osorio, xvii marqués de Alcañices, v duque de Algete (1825–1909) |  |  | Joaquín Osorio, marqués de los Arenales (1826–1857)                                      | Joaquín Osorio, marqués de los Arenales (1826–1857)                           | Joaquín Osorio, marqués de los Arenales (1826–1857)                           | Joaquín Osorio, marqués de los Arenales (1826–1857)                           | Joaquín Osorio, marqués de los Arenales (1826–1857)                           | Joaquín Osorio, marqués de los Arenales (1826–1857)                           |  |  | | | | | | |  |  |  |  |  |  |  |  |  |  |
|                                                                       |                                                                       |                                                                       |                                                                       |                                                                       |                                                                       |  |  |                                                                                          |                                                                               |                                                                               |                                                                               |                                                                               |                                                                               |  |  | | | | | | |  |  |  |  |  |  |  |  |  |  |
|                                                                       |                                                                       |                                                                       |                                                                       |                                                                       |                                                                       |  |  | Miguel Osorio, xvii duque de Alburquerque (1886–1942)                                    | Miguel Osorio, xvii duque de Alburquerque (1886–1942)                         | Miguel Osorio, xvii duque de Alburquerque (1886–1942)                         | Miguel Osorio, xvii duque de Alburquerque (1886–1942)                         | Miguel Osorio, xvii duque de Alburquerque (1886–1942)                         | Miguel Osorio, xvii duque de Alburquerque (1886–1942)                         |  |  | María Cristina Osorio, vi duquesa de Algete (1897–1975)                                                        | María Cristina Osorio, vi duquesa de Algete (1897–1975)                                                        | María Cristina Osorio, vi duquesa de Algete (1897–1975)                                                        | María Cristina Osorio, vi duquesa de Algete (1897–1975)                                                        | María Cristina Osorio, vi duquesa de Algete (1897–1975)                                                        | María Cristina Osorio, vi duquesa de Algete (1897–1975)                                                        |  |  |  |  |  |  |  |  |  |  |
|                                                                       |                                                                       |                                                                       |                                                                       |                                                                       |                                                                       |  |  | Miguel Osorio, xvii duque de Alburquerque (1886–1942)                                    | Miguel Osorio, xvii duque de Alburquerque (1886–1942)                         | Miguel Osorio, xvii duque de Alburquerque (1886–1942)                         | Miguel Osorio, xvii duque de Alburquerque (1886–1942)                         | Miguel Osorio, xvii duque de Alburquerque (1886–1942)                         | Miguel Osorio, xvii duque de Alburquerque (1886–1942)                         |  |  | María Cristina Osorio, vi duquesa de Algete (1897–1975)                                                        | María Cristina Osorio, vi duquesa de Algete (1897–1975)                                                        | María Cristina Osorio, vi duquesa de Algete (1897–1975)                                                        | María Cristina Osorio, vi duquesa de Algete (1897–1975)                                                        | María Cristina Osorio, vi duquesa de Algete (1897–1975)                                                        | María Cristina Osorio, vi duquesa de Algete (1897–1975)                                                        |  |  |  |  |  |  |  |  |  |  |
|                                                                       |                                                                       |                                                                       |                                                                       |                                                                       |                                                                       |  |  | Beltrán Osorio, xviii duque de Alburquerque, viii duque de Algete (1918–1994)            | Beltrán Osorio, xviii duque de Alburquerque, viii duque de Algete (1918–1994) | Beltrán Osorio, xviii duque de Alburquerque, viii duque de Algete (1918–1994) | Beltrán Osorio, xviii duque de Alburquerque, viii duque de Algete (1918–1994) | Beltrán Osorio, xviii duque de Alburquerque, viii duque de Algete (1918–1994) | Beltrán Osorio, xviii duque de Alburquerque, viii duque de Algete (1918–1994) |  |  | José Fernández de Villavicencio, vii duque de Algete, xvi marqués de Vallecerrato (n. 1919)                    | José Fernández de Villavicencio, vii duque de Algete, xvi marqués de Vallecerrato (n. 1919)                    | José Fernández de Villavicencio, vii duque de Algete, xvi marqués de Vallecerrato (n. 1919)                    | José Fernández de Villavicencio, vii duque de Algete, xvi marqués de Vallecerrato (n. 1919)                    | José Fernández de Villavicencio, vii duque de Algete, xvi marqués de Vallecerrato (n. 1919)                    | José Fernández de Villavicencio, vii duque de Algete, xvi marqués de Vallecerrato (n. 1919)                    |  |  |  |  |  |  |  |  |  |  |
|                                                                       |                                                                       |                                                                       |                                                                       |                                                                       |                                                                       |  |  | Beltrán Osorio, xviii duque de Alburquerque, viii duque de Algete (1918–1994)            | Beltrán Osorio, xviii duque de Alburquerque, viii duque de Algete (1918–1994) | Beltrán Osorio, xviii duque de Alburquerque, viii duque de Algete (1918–1994) | Beltrán Osorio, xviii duque de Alburquerque, viii duque de Algete (1918–1994) | Beltrán Osorio, xviii duque de Alburquerque, viii duque de Algete (1918–1994) | Beltrán Osorio, xviii duque de Alburquerque, viii duque de Algete (1918–1994) |  |  | José Fernández de Villavicencio, vii duque de Algete, xvi marqués de Vallecerrato (n. 1919)                    | José Fernández de Villavicencio, vii duque de Algete, xvi marqués de Vallecerrato (n. 1919)                    | José Fernández de Villavicencio, vii duque de Algete, xvi marqués de Vallecerrato (n. 1919)                    | José Fernández de Villavicencio, vii duque de Algete, xvi marqués de Vallecerrato (n. 1919)                    | José Fernández de Villavicencio, vii duque de Algete, xvi marqués de Vallecerrato (n. 1919)                    | José Fernández de Villavicencio, vii duque de Algete, xvi marqués de Vallecerrato (n. 1919)                    |  |  |  |  |  |  |  |  |  |  |
|                                                                       |                                                                       |                                                                       |                                                                       |                                                                       |                                                                       |  |  | Juan Miguel Osorio, xix duque de Alburquerque, ix duque de Algete (n. 1958)              | Juan Miguel Osorio, xix duque de Alburquerque, ix duque de Algete (n. 1958)   | Juan Miguel Osorio, xix duque de Alburquerque, ix duque de Algete (n. 1958)   | Juan Miguel Osorio, xix duque de Alburquerque, ix duque de Algete (n. 1958)   | Juan Miguel Osorio, xix duque de Alburquerque, ix duque de Algete (n. 1958)   | Juan Miguel Osorio, xix duque de Alburquerque, ix duque de Algete (n. 1958)   |  |  | José Fernández de Villavicencio, vi marqués de Larios (n. 1955) Con sucesión en los marqueses de Vallecerrato. | José Fernández de Villavicencio, vi marqués de Larios (n. 1955) Con sucesión en los marqueses de Vallecerrato. | José Fernández de Villavicencio, vi marqués de Larios (n. 1955) Con sucesión en los marqueses de Vallecerrato. | José Fernández de Villavicencio, vi marqués de Larios (n. 1955) Con sucesión en los marqueses de Vallecerrato. | José Fernández de Villavicencio, vi marqués de Larios (n. 1955) Con sucesión en los marqueses de Vallecerrato. | José Fernández de Villavicencio, vi marqués de Larios (n. 1955) Con sucesión en los marqueses de Vallecerrato. |  |  |  |  |  |  |  |  |  |  |
|                                                                       |                                                                       |                                                                       |                                                                       |                                                                       |                                                                       |  |  | Juan Miguel Osorio, xix duque de Alburquerque, ix duque de Algete (n. 1958)              | Juan Miguel Osorio, xix duque de Alburquerque, ix duque de Algete (n. 1958)   | Juan Miguel Osorio, xix duque de Alburquerque, ix duque de Algete (n. 1958)   | Juan Miguel Osorio, xix duque de Alburquerque, ix duque de Algete (n. 1958)   | Juan Miguel Osorio, xix duque de Alburquerque, ix duque de Algete (n. 1958)   | Juan Miguel Osorio, xix duque de Alburquerque, ix duque de Algete (n. 1958)   |  |  | José Fernández de Villavicencio, vi marqués de Larios (n. 1955) Con sucesión en los marqueses de Vallecerrato. | José Fernández de Villavicencio, vi marqués de Larios (n. 1955) Con sucesión en los marqueses de Vallecerrato. | José Fernández de Villavicencio, vi marqués de Larios (n. 1955) Con sucesión en los marqueses de Vallecerrato. | José Fernández de Villavicencio, vi marqués de Larios (n. 1955) Con sucesión en los marqueses de Vallecerrato. | José Fernández de Villavicencio, vi marqués de Larios (n. 1955) Con sucesión en los marqueses de Vallecerrato. | José Fernández de Villavicencio, vi marqués de Larios (n. 1955) Con sucesión en los marqueses de Vallecerrato. |  |  |  |  |  |  |  |  |  |  |
|                                                                       |                                                                       |                                                                       |                                                                       |                                                                       |                                                                       |  |  | Beatriz Osorio y Letelier (n. 1988)                                                      |                                                                               |                                                                               |                                                                               |                                                                               |                                                                               |  |  | | | | | | |  |  |  |  |  |  |  |  |  |  |